# Helga Lukoschat

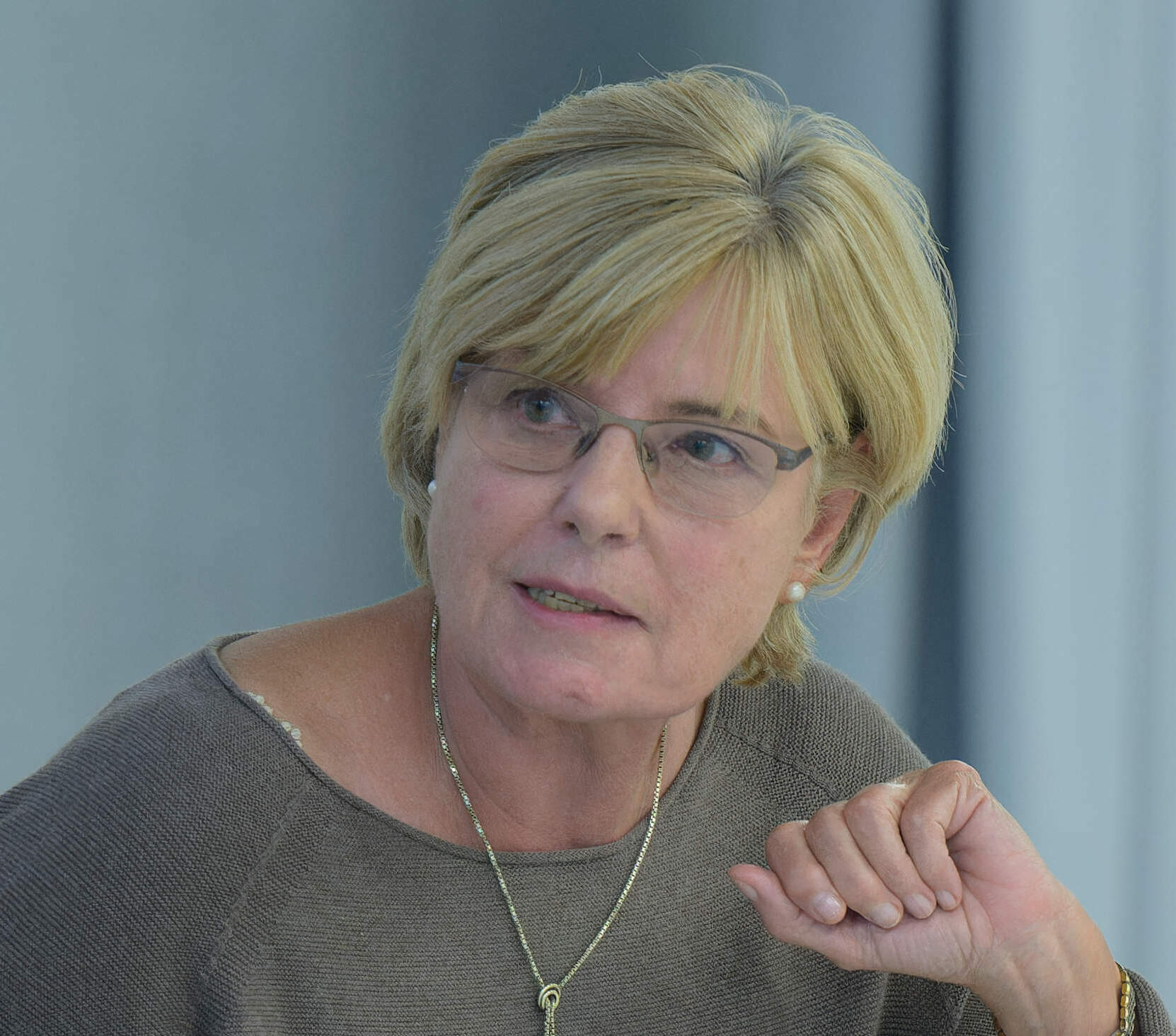
Helga Lukoschat, 2023

Helga Lukoschat (* 1957 in Eßlingen am Neckar) ist eine deutsche Politologin und Vorstandsvorsitzende der Europäischen Akademie für Frauen in Politik und Wirtschaft Berlin (EAF). Sie forscht zu Frauen in Führungspositionen, Frauen in Politik und Wirtschaft und engagiert sich aktiv für weiblichen Führungsnachwuchs.

## Beruflicher Werdegang
Sie studierte Germanistik, Politikwissenschaft und Geschichte in Erlangen und Berlin. Nach dem Studium war sie als Journalistin, Publizistin und Redakteurin bei der Tageszeitung tätig.
Im Oktober 1995 gründete die Berliner Professorin Barbara Schaeffer-Hegel die Europäische Akademie für Frauen in Politik und Wirtschaft Berlin (EAF). Als Gründungsmitglied des Vereins trug Helga Lukoschat in wechselnden Positionen zum Aufbau der EAF bei. Sie übernahm nach dem Rücktritt der Gründerin Barbara Schaeffer-Hegel 2007 die Leitung.
Im Jahr 2001 übernahm sie die Geschäftsführung der Femtec. Die Femtec-Hochschulkarrierezentrum für Frauen Berlin wurde im Jahr 2001 von der EAF und der Technischen Universität Berlin gegründet mit dem Ziel, Frauen im Bereich der Naturwissenschaft und Technik zu fördern.
Helga Lukoschat war an der Technischen Universität Berlin an Forschungsprojekten von Barbara Schaeffer-Hegel beteiligt und promovierte bei ihr mit einer Studie über Frauen in Führungspositionen. Sie arbeitete mit an dem ersten deutschen Mentoring-Programm („Preparing Women to Lead“), welches Schaeffer-Hegel mit Zustimmung der Leitung von Public Leadership Education Network aus Washington USA importiert und welches die Förderung des weiblichen Führungsnachwuchses in Deutschland zum Ziel hatte. Das Mentoring-Programm „Preparing Women to Lead“ wurde im Jahr 2002 mit dem Preis der Soroptimist International ausgezeichnet.
Helga Lukoschat ist Vorsitzende des Beirats des Femtec.Alumnae e.V. sowie Mitglied im Kuratorium von Total E-Quality Deutschland e.V., beim Soroptimist International/Club Dorotheenstadt und im Konferenzbeirat der WomenPower.

## Auszeichnungen
Am 1. September 2018 wurde sie von Femtec.Alumnae, einem Netzwerk von Frauen aus MINT-Berufen, mit dem erstmals verliehenen Felicitas-Preis in der Kategorie „Empowering Person“ ausgezeichnet.

## Publikationen
- Barbara Schaeffer-Hegel: Frauen mit Macht:. Zum Wandel der politischen Kultur durch die Präsenz von Frauen in Führungspositionen. Centaurus, 1995, ISBN 3-89085-866-X.
- mit Helga Foster und Barbara Schaeffer-Hegel: Die ganze Demokratie:. Zur Professionalisierung von Frauen für die Politik. Centaurus, 1998, ISBN 3-8255-0219-8.
- Netzwerk und Empowerment. Konzepte zur Stärkung der Handlungs- und Bündnisfähigkeit von Frauen in der Politik, Dissertation. Technische Universität Berlin, 1999.
- mit Kathrin Walther: Kinder und Karrieren. Mütter in Führungspositionen - ein Gewinn für Unternehmen. Bertelsmann Stiftung, Gütersloh 2006, ISBN 3-89204-890-8.
- mit Kathrin Walther: Karrierek(n)ick Kinder. die neuen Paare; eine Studie der EAF. Bertelsmann Stiftung, Gütersloh 2008, ISBN 978-3-89204-988-3.
- mit Uta Kletzing: Engagiert vor Ort. Wege und Erfahrungen von Kommunalpolitikerinnen. Bundesministerium für Familie, Senioren, Frauen und Jugend, Berlin 2010.
- mit Jana Belschner: Frauen führen Kommunen. Eine Untersuchung zu Bürgermeisterinnen und Bürgermeistern in Ost und West. Studie der EAF, Berlin 2014.
- mit Jana Belschner: Macht zu gleichen Teilen. Ein Wegweiser zu Parität in der Politik. EAF, Berlin 2015.
- mit Paula Schweers: Frauen Macht Berlin. Politische Teilhabe von Frauen in Berlin. Friedrich-Ebert-Stiftung, Berlin 2020.
- mit Kathrin Mahler Walther: Bürgermeisterinnen und Bürgermeister in Deutschland. 30 Jahre nach der Wiedervereinigung. Ergebnisse einer repräsentativen Befragung. EAF, Berlin 2020.
- mit Renate Köcher: Parteikulturen und die politische Teilhabe von Frauen. Eine empirische Untersuchung mit Handlungsempfehlungen an die Parteien. EAF, Berlin 2021.